# فوکر اف.۱۴
فوکر اف. ۱۴ (به انگلیسی: Fokker_F.14) یک هواگرد ملخ‌پیشین تک‌موتوره از نوع ترابری ساخت شرکت Atlantic Aircraft است. هواگرد فوکر اف. ۱۴ نخستین پروازش را در ۱۹۲۹ میلادی انجام داد.